# (296) Faetusa
(296) Faetusa, en español Faetusa, es un asteroide perteneciente al cinturón de asteroides descubierto el 19 de agosto de 1890 por Auguste Honoré Charlois desde el observatorio de Niza, Francia.
Está nombrado por Faetusa, una de las Helíades en la mitología griega.

## Características orbitales
Faetusa orbita a una distancia media del Sol de 2,23 ua, pudiendo acercarse hasta 1,873 ua. Tiene una excentricidad de 0,1599 y una inclinación orbital de 1,747°. Emplea 1216 días en completar una órbita alrededor del Sol.
Faetusa forma parte de la familia asteroidal de Flora.